# An Hội Đông
An Hội Đông là một phường thuộc Thành phố Hồ Chí Minh, Việt Nam. Đây là một trong 168 phường, xã và đặc khu mới ở Thành phố Hồ Chí Minh sau đợt sắp xếp vào năm 2025.

## Địa lý
Phường An Hội Đông giáp với phường Thới An (phía bắc), phường An Hội Tây (phía tây), phường Thông Tây Hội (tây nam), phường Gò Vấp (phía nam) và phường An Phú Đông (phía đông bắc) với ranh giới là sông Vàm Thuật.
Theo Công văn số 2896/BNV-CQĐP ngày 27 tháng 5 năm 2025 của Bộ Nội vụ, phường An Hội Đông sau sắp xếp có diện tích 3,29 km², dân số năm 2024 là 123.681 người, mật độ dân số đạt 37.593 người/km² (số liệu thống kê tính đến ngày 31/12/2024 theo quy định tại Điều 6 Nghị quyết số 76/2025/UBTVQH15 ngày 14 tháng 4 năm 2025 của Ủy ban Thường vụ Quốc hội).

## Lịch sử
Ngày 16 tháng 6 năm 2025, Ủy ban Thường vụ Quốc hội ban hành Nghị quyết số 1685/NQ-UBTVQH15 về việc sắp xếp các đơn vị hành chính cấp xã của Thành phố Hồ Chí Minh năm 2025. Theo đó, sắp xếp toàn bộ diện tích tự nhiên, quy mô dân số của Phường 15 và Phường 16 (quận Gò Vấp) thành phường mới có tên gọi là phường An Hội Đông (khoản 50 Điều 1).
Như vậy, phường An Hội Đông (mới) được hình thành trên cơ sở toàn bộ Phường 15 và Phường 16 thuộc quận Gò Vấp (TPHCM) trước đây.

## Tên gọi
Trong đợt sắp xếp đơn vị hành chính cấp xã năm 2025, TPHCM đã chủ trương đặt tên các phường, xã mới bằng chữ (không còn đặt tên bằng số nữa) với nhiều sự cân nhắc từ lịch sử vùng đất, sự thân thuộc và giá trị văn hóa. Chủ trương này đã được đông đảo nhân dân ủng hộ. Trong đó, một số địa danh cũ như Sài Gòn, Gia Định, Chợ Lớn,... đã được khôi phục.
Trong đó, An Hội vốn là tên của một làng nghề đúc lư đồng tại quận Gò Vấp (cũ). Ngoài ra, An Hội còn là tên của một ngôi đình cổ đã được công nhận là Di tích kiến trúc nghệ thuật cấp Thành phố.